# Cheshmeh Sorkheh
Cheshmeh Sorkheh (persiska: Cheshmeh Sorkheh-ye Dārā’ī, چشمه سرخ, چشمه سرخه) är en ort i Iran.   Den ligger i provinsen Lorestan, i den västra delen av landet, 400 km sydväst om huvudstaden Teheran. Cheshmeh Sorkheh ligger 1 203 meter över havet och antalet invånare är 369.
Terrängen runt Cheshmeh Sorkheh är huvudsakligen kuperad, men åt nordväst är den platt. Runt Cheshmeh Sorkheh är det ganska tätbefolkat, med 72 invånare per kvadratkilometer. Närmaste större samhälle är Khorramābād, 10,8 km norr om Cheshmeh Sorkheh. Omgivningarna runt Cheshmeh Sorkheh är i huvudsak ett öppet busklandskap.